# Friedenskirche (Bürs)

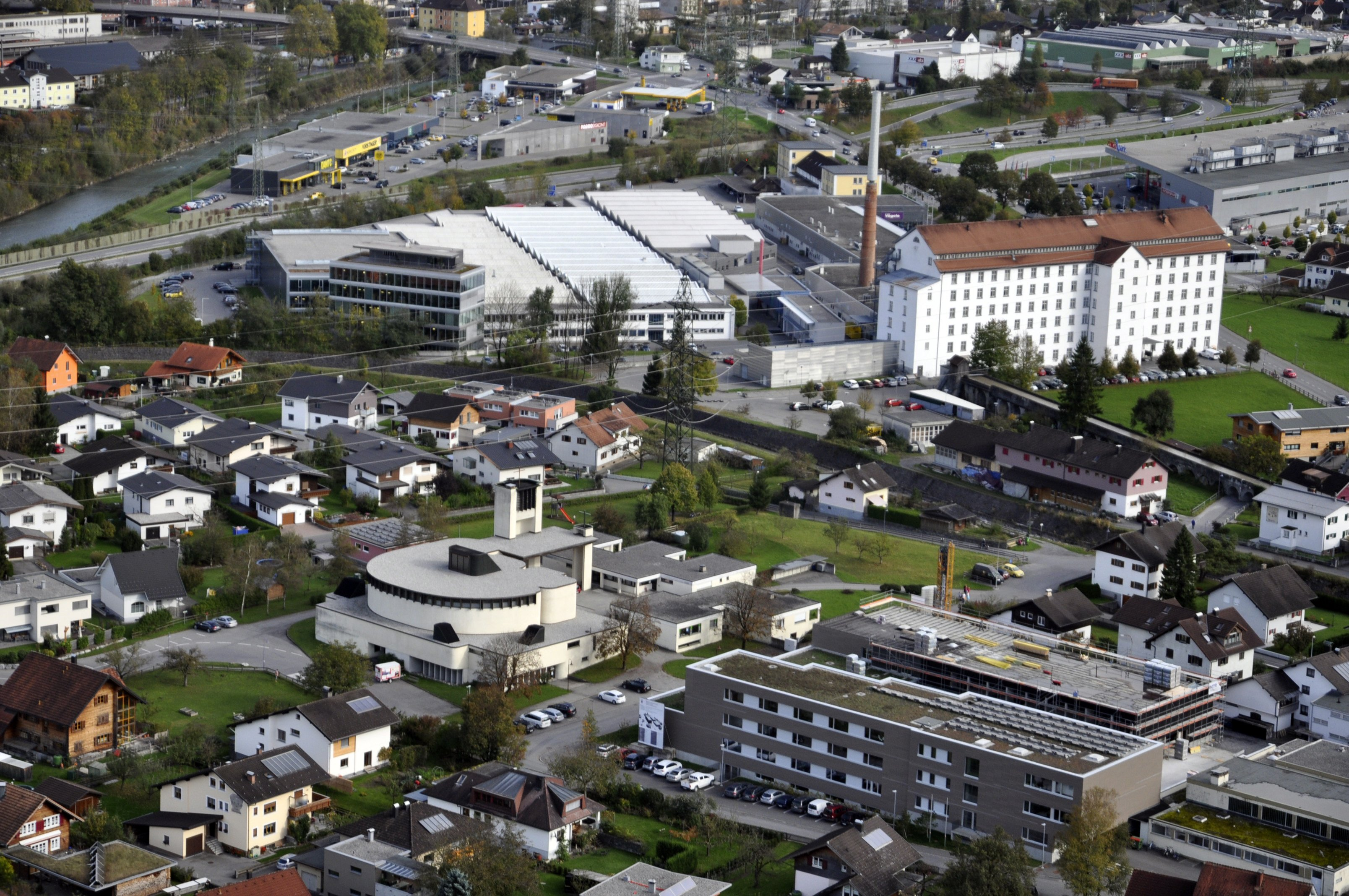
Schrägluftbild der Kirche, rechts im Vordergrund das Schulzentrum

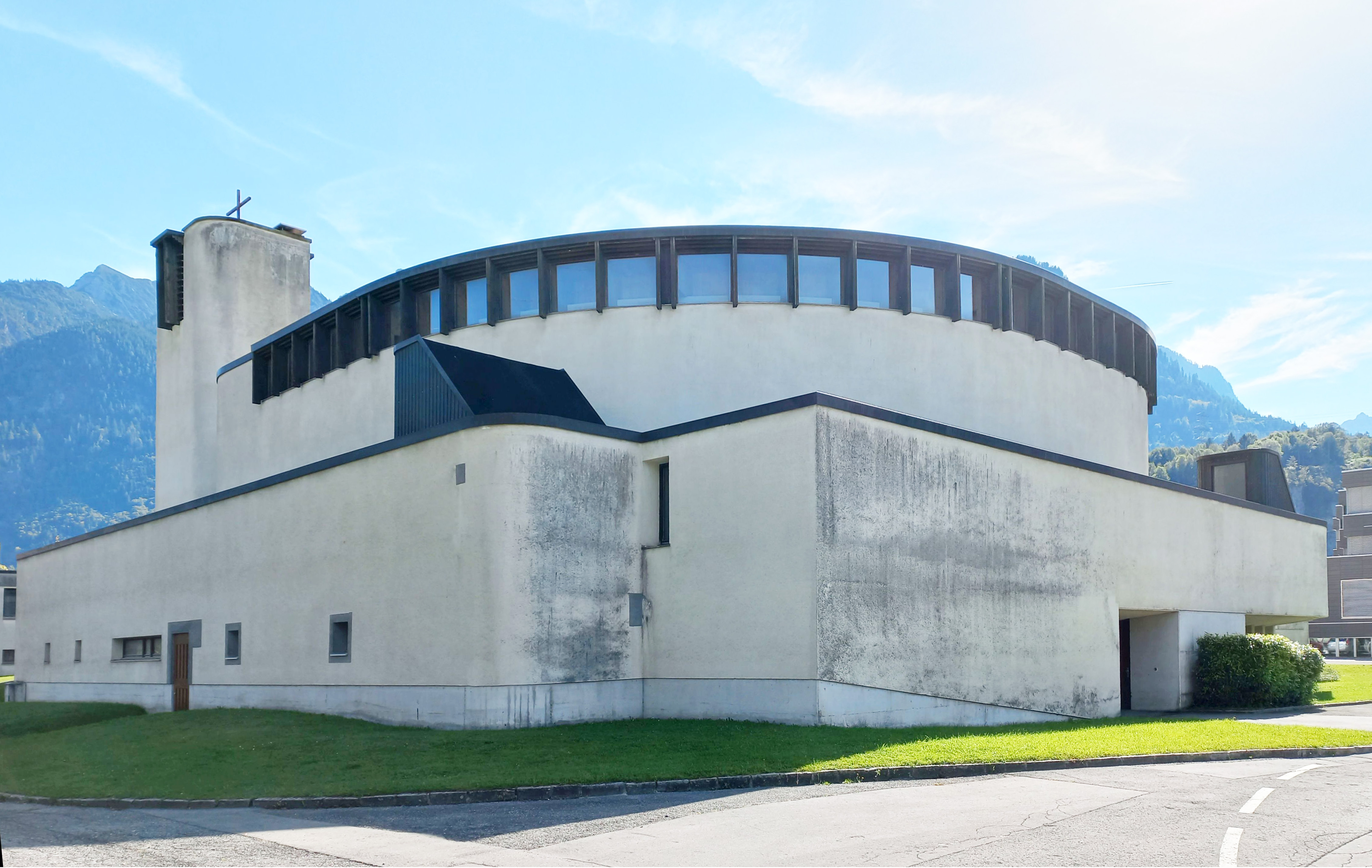
Pfarrkirche vor der Renovierung (2021)

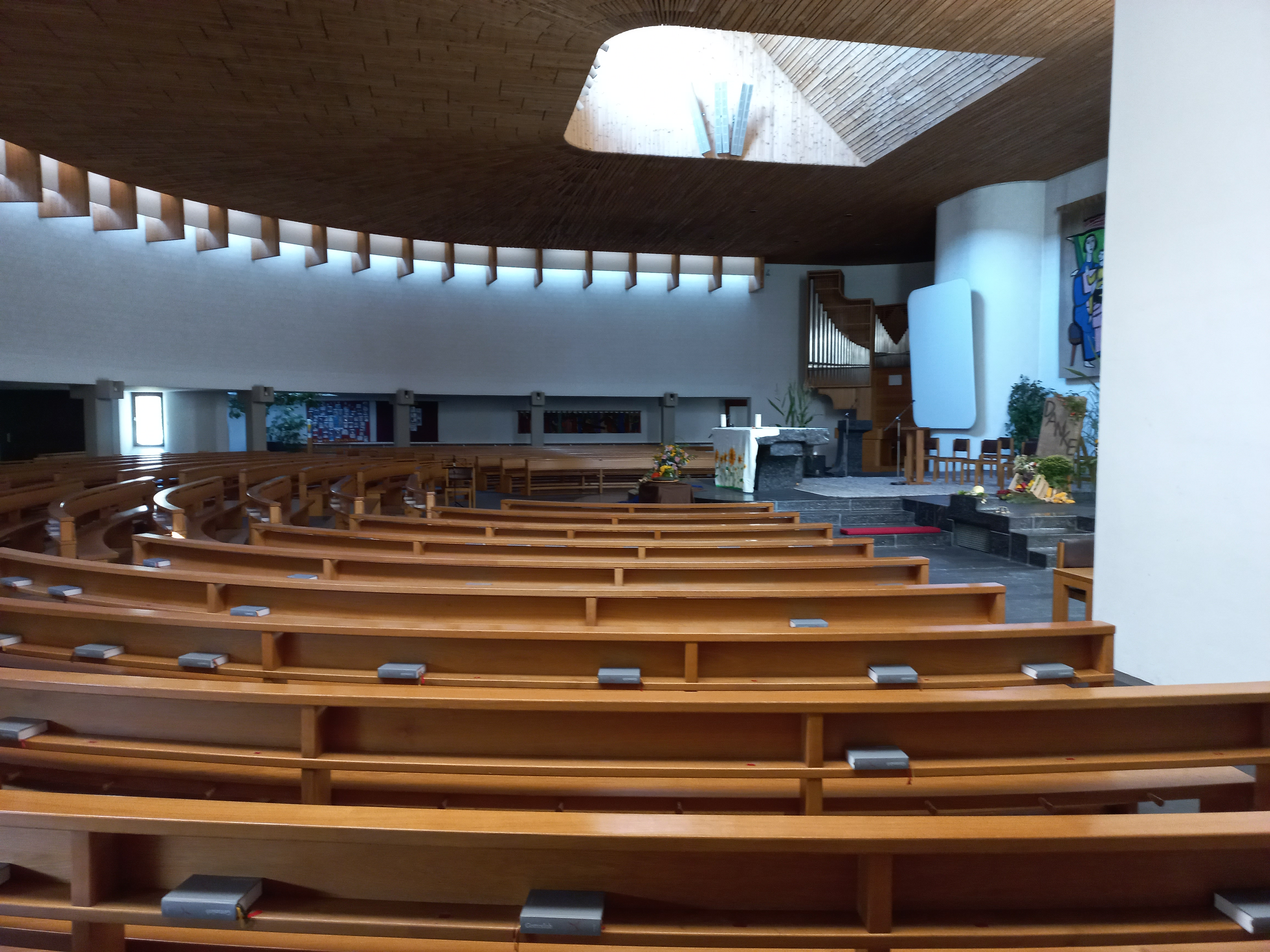
Innenraum mit Ausrichtung zum Altar. Im Hintergrund die Orgel

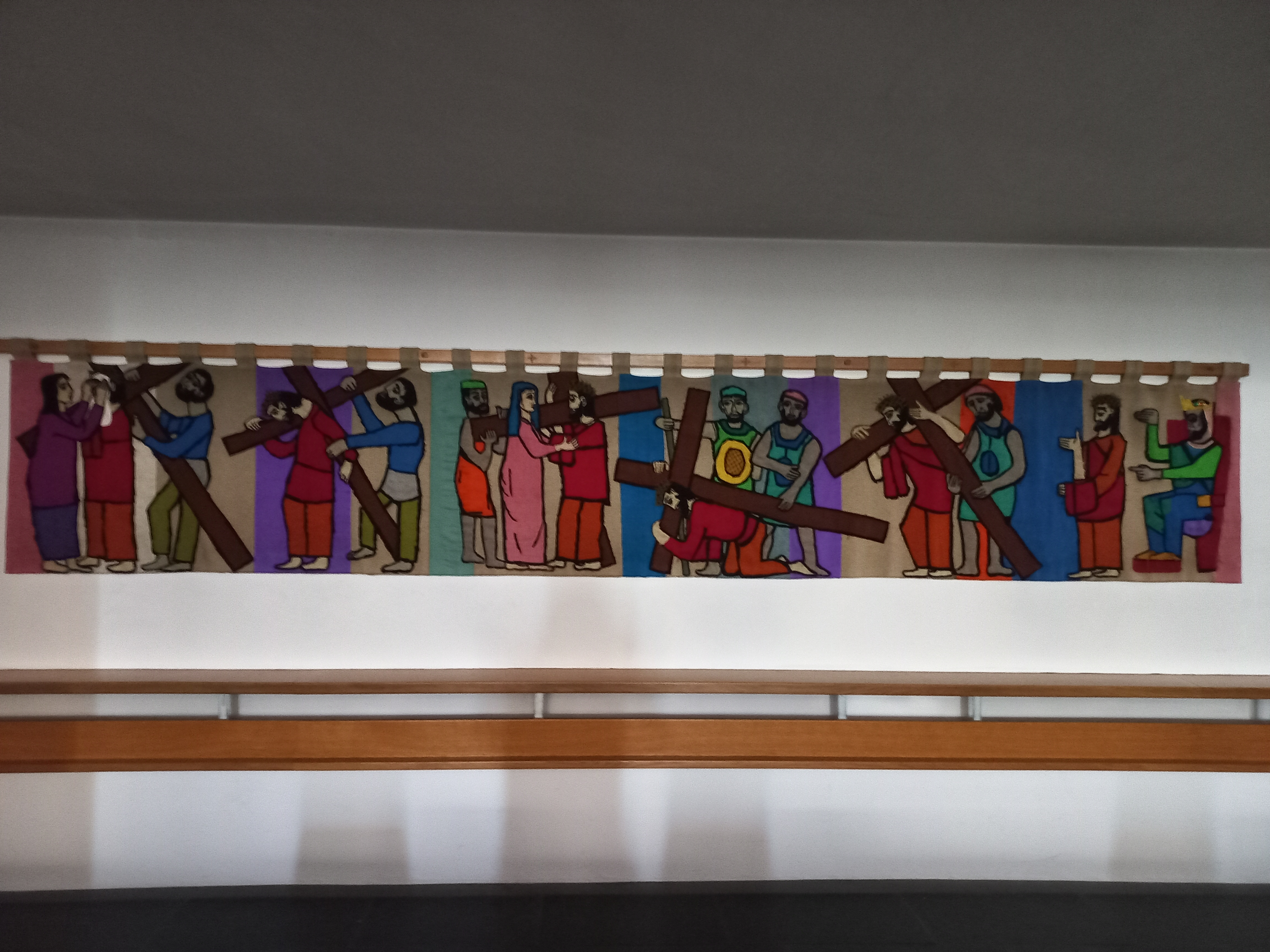
Kreuzwegstationen

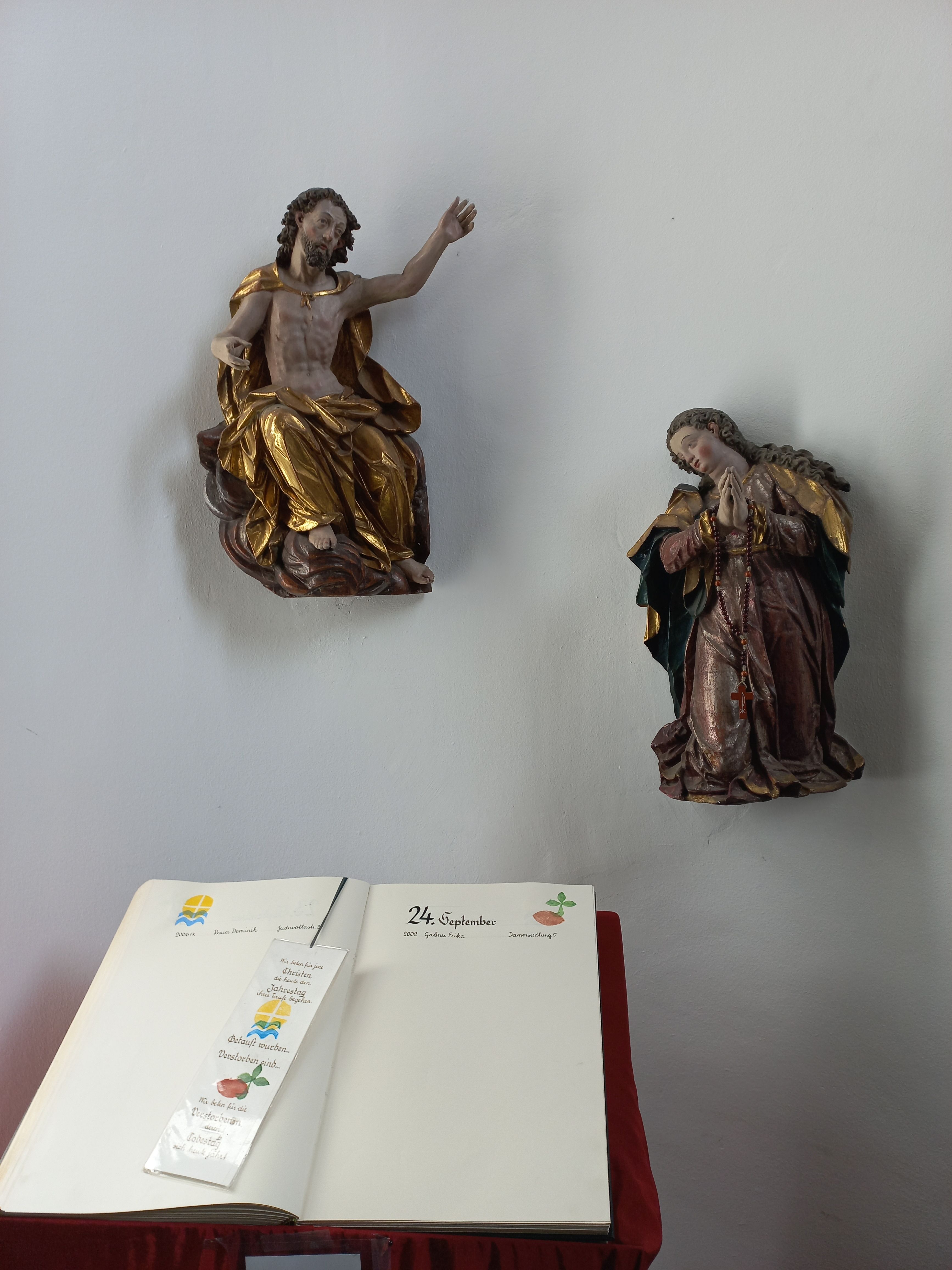
Figuren aus einer alten Krönungsgruppe: Christus und die Muttergottes

Die römisch-katholische Kirche Maria Königin des Friedens (kurz: Friedenskirche) steht auf der Parzelle Judavolla in der Gemeinde Bürs im Bezirk Bludenz in Vorarlberg. Die Kirche gehört zum Dekanat Bludenz-Sonnenberg in der Diözese Feldkirch, steht unter Denkmalschutz und wurde von 1968 bis 1973 nach den Plänen des Architekten Walter Moser erbaut. Die Schutzpatronin des Gotteshauses ist die Muttergottes. Das Patrozinium wird am 1. Jänner jedes Jahres, am Fest Mariens, der Königin des Friedens, gefeiert.

## Geschichte
Der Bau einer neuen Pfarrkirche in Bürs wurde erforderlich, weil die Bevölkerung in den 1950er-Jahren deutlich zunahm und auch keine Räume für die erweiterte Seelsorgearbeit vorhanden waren.
Am 27. Februar 1962 beschloss daher der Pfarrkirchenrat unter Leitung von Pfarrer Josef Moser die Vorarbeiten für einen Kirchenneubau zu beginnen. Die Agrargemeinschaft Bürs stellte mit dem Beschluss vom 30. Juni 1963 kostenlos den Grund für die Kirche und die angrenzende Schule sowie einen neuen Friedhof zur Verfügung. Am 19. Dezember 1965 wurde der Kirchenbauverein Bürs gegründet. Im März 1966 wurde der Architektenwettbewerb für einen Kirchenneubau mit Priesterwohnungen und einem Pfarrzentrum (Saal, Jugendräume, Sitzungszimmer, Bücherei etc.) ausgeschrieben; am 19. September 1966 wurde unter 13 eingereichten Projekten der Entwurf von  Walter Moser aus Zürich ausgewählt. Mit Architekt Norbert Ender aus Götzis, der den Neubau der Schule nach seinem Entwurf ausführte, wurde eine Zusammenarbeit begründet. Die bildhauerische Innenraumgestaltung wurde am 5. April 1968 an den Bildhauer Herbert Albrecht vergeben. Die Bezirkshauptmannschaft in Bludenz erteilte am 5. Dezember 1967 die baupolizeiliche Bewilligung zum Kirchenneubau. Am 7. April 1969 wurde durch Generalvikar Gustav Glatthaar die Segnung des Platzes und die Grundsteinlegung vorgenommen. Die neue Kirche wurde am 11. November 1973 (Martinitag, der hl. Martin ist der Kirchpatron der Pfarrgemeinde Bürs) von Bischof Bruno Wechner geweiht.

## Architektur

### Außen
Der gesamte polygone Komplex mit Kirche, Pfarrzentrum und Priesterwohnung ist zusammenhängend, als Komplex jedoch freistehend und etwa 67 Meter lang und 50 Meter breit. Die Kirche selbst hat einen annähernd halbrunden Grundriss und ist von Nordwesten (Rundung) nach Südosten (Altar) ausgerichtet.
Große Lichtschächte bringen Licht ins Kircheninnere. Dies wird vor allem im Bereich des Hauptaltars, des Altars der St.-Wolfgangs-Kapelle und im Bereich des Taufsteins für Lichteffekte genutzt.
Im Keller der Kirche befindet sich der Pfarrsaal. Oberhalb des Brunnens ist eine Figur der Immaculata (1960) aus der Schnitzschule Elbigenalp aufgestellt.

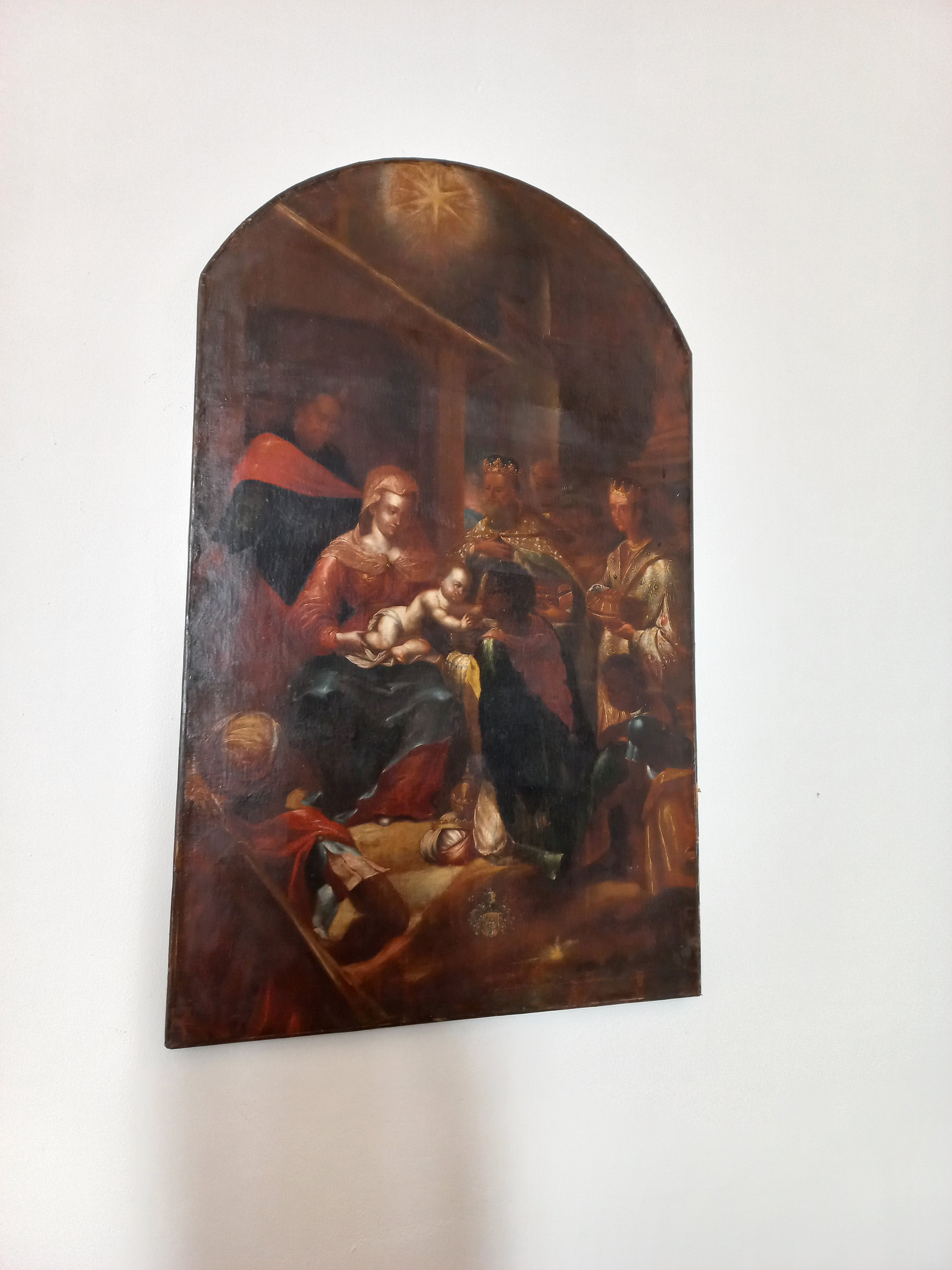
Altarbild Anbetung der Könige

### Innen
Die Kirche spiegelt die Zeit der Reformen des Zweiten Vatikanischen Konzils wider. Der halbrunde Innenraum und die Bankreihen sind auf den massiven dunkelgrauen Altar aus belgischem Marmor ausgerichtet. Der Tabernakel hat die Form eines „F“ (Frieden). Er ist mit dem außen sichtbaren Grundstein verbunden. Das Kruzifix hinter dem Ambo stammt aus dem 16. Jahrhundert. An der Wand der rechts befindlichen Marienkapelle sind Figuren aus einer alten Krönungsgruppe: Christus und die Muttergottes (etwa um 1630). Dahinter befindet sich ein Altarbild, das die Anbetung der Könige zeigt (um 1700 entstanden).
Hinter dem Taufstein ist eine kleine Statue der hl. Anna selbdritt zu sehen (Anfang 16. Jahrhunderts). Die außergewöhnlichen Kreuzwegstationen sind Stoffapplikationen eines niederländischen Künstlers. Dieser schuf auch den Altarteppich in der gleichen Technik, er zeigt die Verkündigung durch den Erzengel Gabriel, die Geburt Christi und die Anbetung der Hirten.
Im Vorraum des Eingangs befindet sich ein Foto des Linzer Bischofs Franz Josef Rudigier. Dieser stammte aus Partenen und war von 1836 bis 1838 in Bürs Frühmesser. Sein Bruder Josef Rudigier kam 1838 als Pfarrer nach Bürs und war hier 28 Jahre tätig.

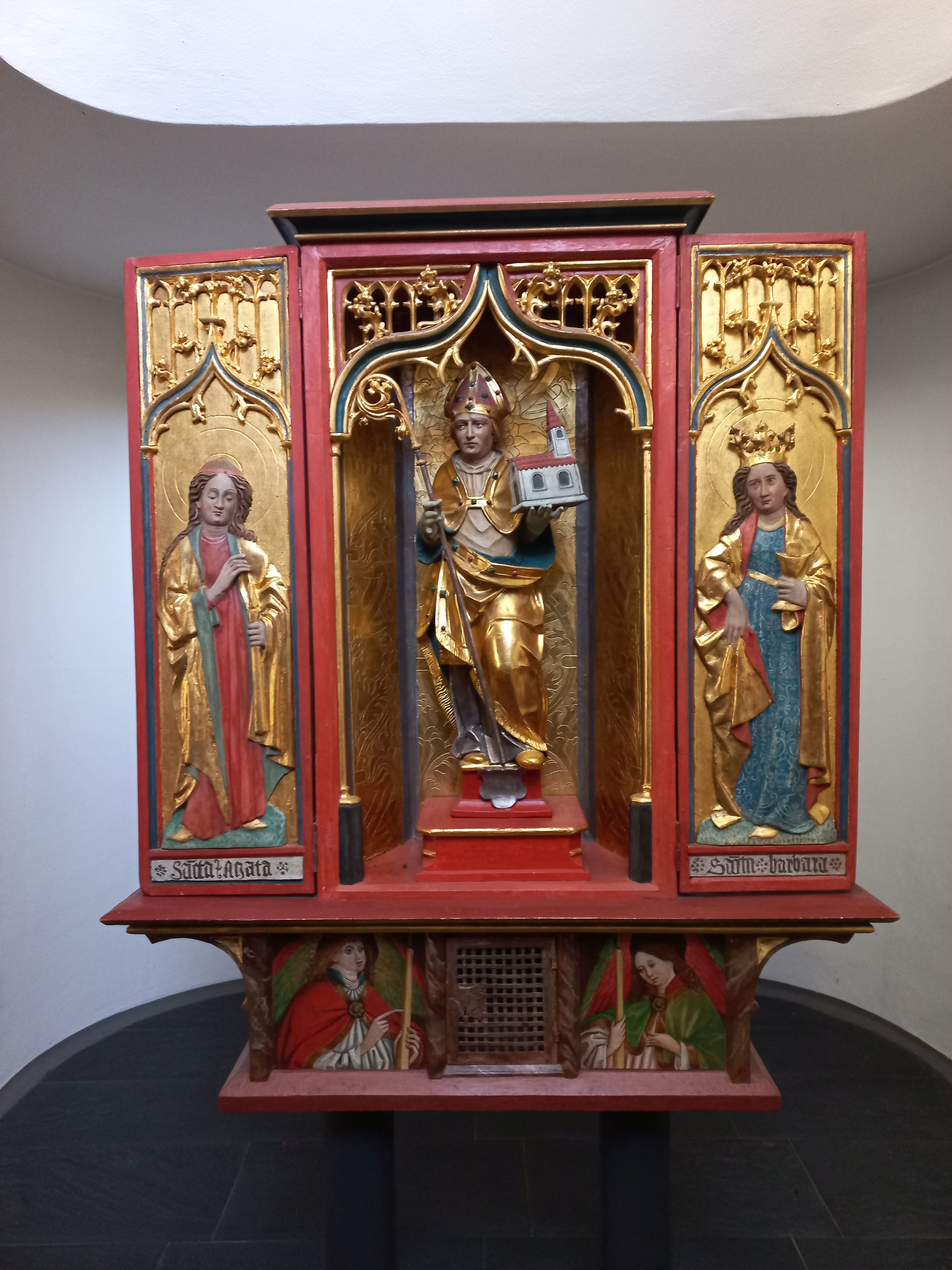
St. Wolfgang-Altar (gotisch)

### St. Wolfgang-Altar
Im Innenraum befindet sich ein gotischer Altar (Grundkonstruktion um 1480), der aus der St. Wolfgangkapelle stammt. Es wird im Schrein die Figur des heiligen Wolfgang (Mitte des 17. Jahrhunderts) gezeigt, auf den Flügelinnenseiten befinden sich Reliefs der heiligen Agatha (rechts) und der heiligen Barbara (links). Auf den Flügelaußenseiten sind links der heilige Sebastian und rechts der heilige Evangelist Johannes dargestellt. Das Predellagemälde zeigt zwei Engel mit Kerzen. Auf der Schreinrückwand befindet sich ein Gemälde des Schmerzensmannes, auf der Predellarückseite (mit Rankendekor versehen) sind die Buchstaben „AES“ und die Jahreszahl „1580“ angebracht. Der Altar wurde von Frambert Wall-Beyerfels restauriert.

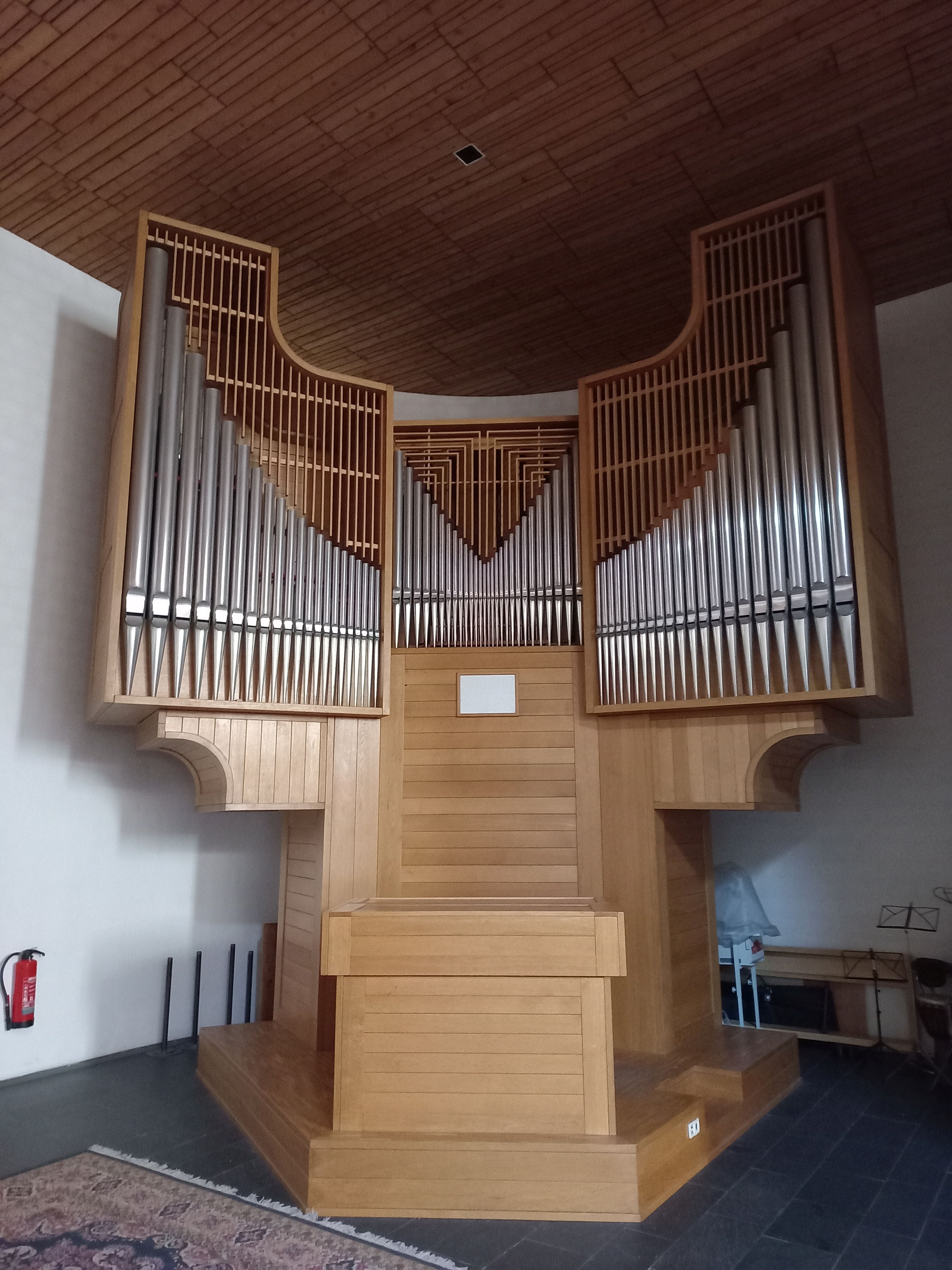
Orgel der Firma Gebrüder Mayer

## Orgel
Im September 1975 wurde die Orgel der Kirche eingeweiht. Diese wurde von der Firma Gebrüder Mayer aus Feldkirch-Altenstadt gebaut, das Gehäuse stammt von der Firma Knünz. Die Orgel verfügt über 1709 Pfeifen aus Metall und Holz und eine rein mechanische Spiel- und Registertraktur mit 23 klingenden Registern. Diese sind in drei völlig getrennten Gehäuseteilen untergebracht.

## Glocken
Die große Glocke der Friedenskirche, die durch eine Spende angekauft werden konnte, wurde 1994 aufgezogen. Bereits nach rund eineinhalb Jahrzehnten war diese beschädigt. Im Februar 2008 wurden dafür drei neue, kleinere Glocken aus der Glockengießerei Rudolf Perner (Passau)  als Ersatzaufgezogen. Am 29. Juni 2008 wurden sie durch Generalvikar Benno Elbs geweiht. Die drei großen Glocken entstanden 1977 in der Glockengießerei Grassmayr (Innsbruck).
Das Glockengeläut aus Bronze besteht nun aus sechs Kirchenglocken mit folgenden Daten:
| Glocke | Name                                    | Gewicht | Durchmesser | Schlagton |
| ------ | --------------------------------------- | ------- | ----------- | --------- |
| 1      | Marienglocke                            | 1283 kg | 1295 mm     | dis′ -9   |
| 2      | Josefsglocke                            | 770 kg  | 1085 mm     | fis′ -7   |
| 3      | Nepomukglocke (Kriegergedächtnisglocke) | 518 kg  | 953 mm      | gis′ -8   |
| 4      | Friedensglocke                          | 430 kg  |             | h′ -6     |
| 5      | Maria-Magdalena-Glocke                  | 360 kg  |             | cis″ -8   |
| 6      | Antoniusglocke                          | 240 kg  |             | dis″ -7   |